# Duits-Britse vlootwedloop

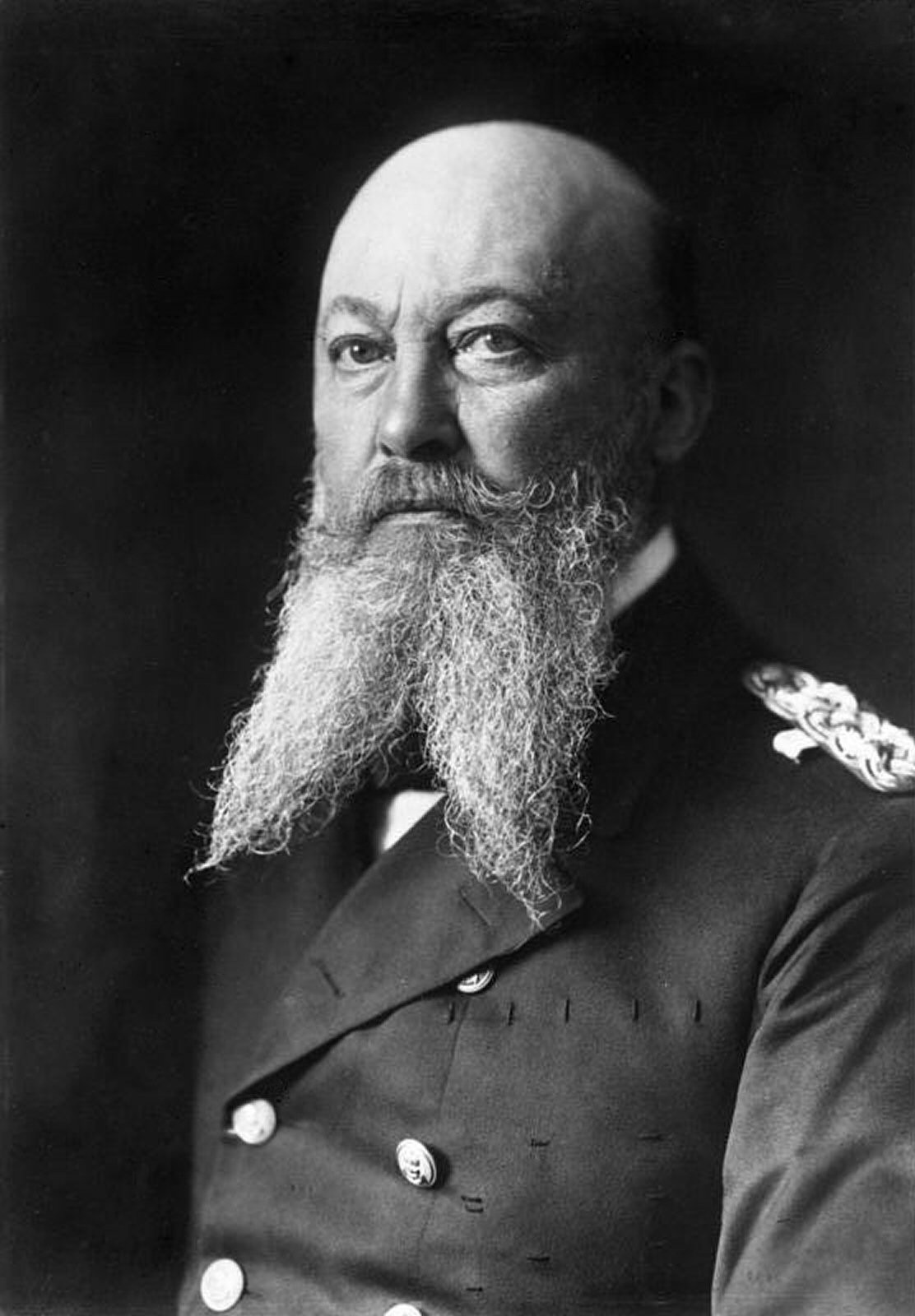
Admiraal Tirpitz

De Duits-Britse vlootwedloop was de wapenwedloop tussen de Duitse Kaiserliche Marine en de Britse Royal Navy die plaatsvond in de aanloop naar de Eerste Wereldoorlog. Duitsland en het Verenigd Koninkrijk trachtten elkaar bij de uitbouw van hun vloot te overtroeven op kwantitatief (omvang van de vloot) en kwalitatief (nieuwe technologieën) vlak. Deze vlootwedloop was een belangrijke factor die leidde tot het uitbreken van de Eerste Wereldoorlog.

## Achtergrond
Vóór de oprichting van het Duitse Keizerrijk in 1871 beschikten de Duitse staten over geen of slechts onbeduidende vloten. Door Duitslands groeiende overzeese handel en het verwerven van koloniën vanaf 1880 nam de nood aan een concurrentiële Duitse zeemacht echter toe. Pas met het aantreden van keizer Wilhelm II ging de Duitse vloot verder dan het bewaken van de kusten en het beschermen van handelswegen.
In 1887 werd begonnen met de aanleg van het Keizer Wilhelm-kanaal, dat in 1895 werd ingehuldigd. Voortaan konden Duitse handels- en oorlogsschepen van de Noordzee naar de Oostzee varen zonder een omvaart te maken langs Denemarken, door het Skagerrak en het Kattegat.
In 1898 legde Alfred von Tirpitz van de Kaiserliche Marine zijn plan voor de uitbouw van de Hochseeflotte voor, dat hij door middel van de eerste "vlootwet" politiek liet vastleggen op lange termijn. Deze wet moest de constante meningsverschillen in de Rijksdag over de omvang en financiering van de vloot beëindigen en een langetermijnbeleid mogelijk maken. Een van de doelen van de uitbouw van de vloot was het afschrikken van andere mogendheden. Hiervoor vond Tirpitz een verhouding van 2/3 tegenover de Britse vloot, toen bij uitstek de grootste zeemacht, voldoende.
De Duitse plannen zorgden voor opschudding in sinds oudsher door het Verenigd Koninkrijk gedomineerde machtsverhoudingen op zee. De Britse marinedoctrine was de zogenaamde Two Power Standard, volgens dewelke de Royal Navy minstens zo sterk moest zijn als de vloten van de tweede en derde sterkste marines samen.
Gaandeweg kwamen de Britten evenwel tot het inzicht dat ze deze Two Power Standard niet konden aanhouden. Het was dan ook in hoge mate hieraan te wijten dat het Verenigd Koninkrijk op zoek ging naar bondgenoten als tegengewicht voor de Duitse machtsontplooiing op zee, en in 1904 de Entente cordiale tot stand kwam met Frankrijk, en vervolgens in 1907 de Triple entente.

## Wedloop

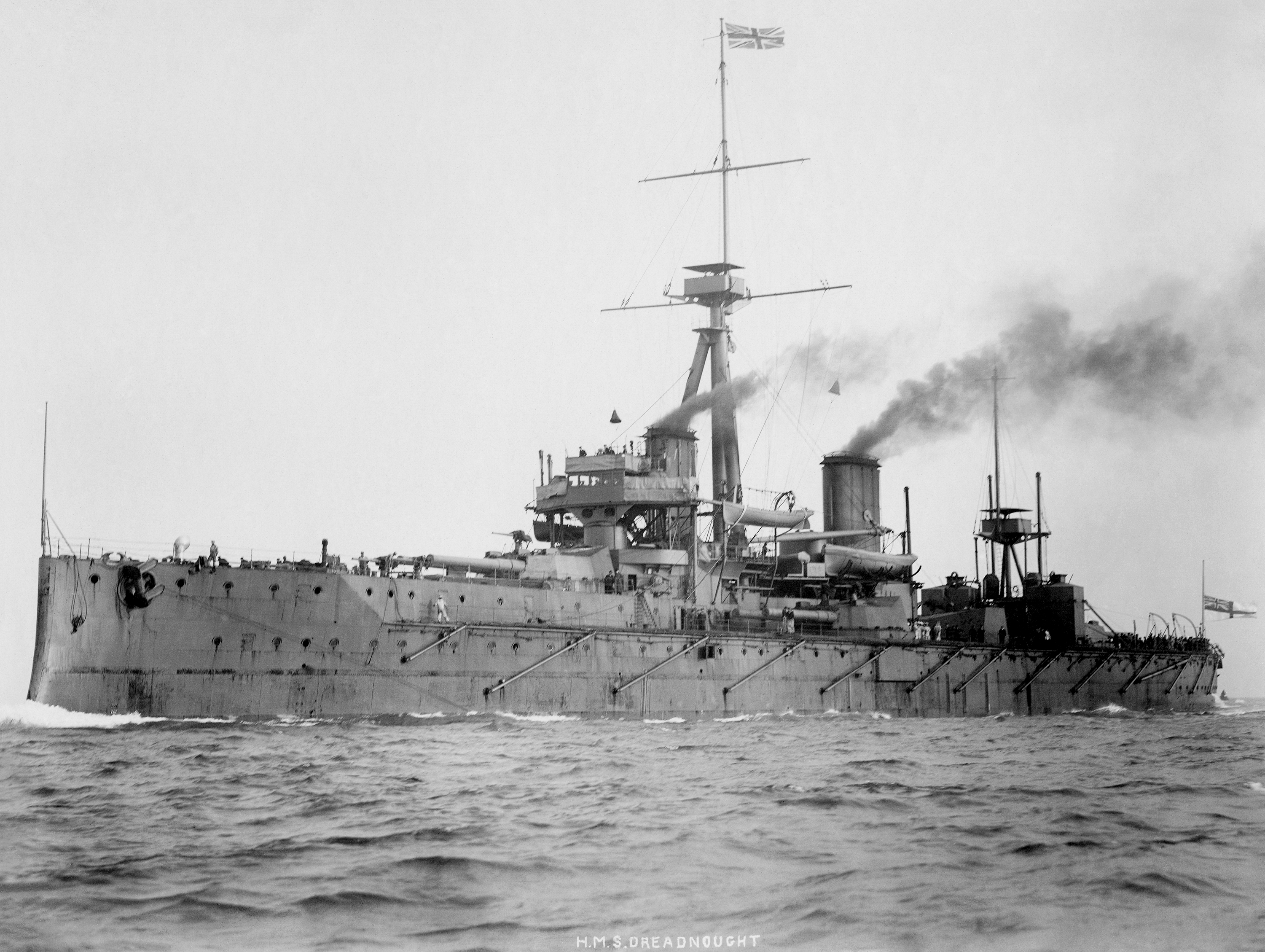
HMS Dreadnought

De tweede vlootwet (juni 1900), die een beduidende uitbreiding van de Duitse vloot voorzag, wordt beschouwd als het beginpunt van de vlootwedloop. In 1905 beginnen de Britten met de bouw van de HMS Dreadnought, een heel nieuwe klasse van oorlogsschepen die alle tot dan toe gebouwde schepen overklasten en meteen overtollig maakten. Hierdoor begonnen beide marines met een nieuwe lei, hetgeen Duitsland de kans gaf om het Verenigd Koninkrijk bij te benen in de wapenwedloop. Ter financiering van haar plannen voerde Duitsland in 1902 een speciale schuimwijnbelasting in.
De Britse First Sea Lord John Fisher, de geestelijke vader van de Dreadnought en slagkruisers, speelde een bijzondere rol in de wedloop. Daar waar Duitsland, volgens de vlootwet, per jaar 2 tot 4 grote oorlogsschepen bouwde, beperkte het parlement in het Verenigd Koninkrijk de financiering van de marine dusdanig, dat bijvoorbeeld in 1908 maar twee grote schepen gebouwd konden worden. De Royal Navy vond dit echter te weinig en lanceerde in 1909 een campagne, de zogenaamde "vlootpaniek" (Engels: navy scare), die op een mogelijke Britse achterstand tegenover andere zeemachten wees en de bouw van acht schepen eiste. Deze eis werd ingewilligd en het nodige geld werd hiervoor toegekend.
Met het Britse bewapeningsprogramma van 1909 was de Duits-Britse vlootwedloop een feit. Duitsland kon met de bouw van acht Britse schepen zijn vooropgestelde doel van 2/3 niet meer aanhouden en ook geen ernstige bedreiging vormen voor de Britse dominantie op zee, hetgeen ook bleek in de Zeeslag bij Jutland (1916).

## Einde van de vlootwedloop (1912-1914)
In 1912 maakte de Duitse kanselier Theobald von Bethmann Hollweg een einde aan de wapenwedloop. Zijn doel was om tot een overeenkomst te komen met de Britten en zo een einde te maken aan de steeds meer geïsoleerde positie van Duitsland. Bovendien dwongen de grote militaire uitgaven van Rusland Duitsland om meer in de landmacht te investeren. Deze gegevens leidden tot de zogenaamde Missie "Haldane" waarbij Duitsland het Verenigd Koninkrijk superioriteit op zee aanbood in ruil voor Britse neutraliteit in een eventuele oorlog. Dit werd echter geweigerd door de Britten, die meenden niets bij zo'n voorstel te winnen te hebben.
In de eerste helft van 1914 gaven de Duitsers de bouw van dreadnoughts en jagers grotendeels op, om zich toe te leggen op de bouw van U-boten. Hiermee kwam er inderdaad een eind aan de vlootwedloop, maar aangezien ze hun nieuwe onderzeebotenbeleid geheimhielden, waren er geen andere machten die volgden.
Bij de aanvang van de Eerste Wereldoorlog beschikte Groot-Brittannië over 29 dreadnoughts en 9 slagkruisers en Duitsland over 17 dreadnoughts en 7 slagkruisers.
1. ↑  Gevonden in Delpher - Algemeen Dagblad. www.delpher.nl. Geraadpleegd op 24 april 2020.